# Венис (Луизијана)
Венис (енгл. Venice) насељено је место без административног статуса у америчкој савезној држави Луизијана.

## Демографија
По попису из 2010. године број становника је 202.
| Група             | 2000.    | 2010.       |
| Белци             | 0 (0,0%) | 170 (84,2%) |
| Афроамериканци    | 0 (0,0%) | 12 (5,9%)   |
| Азијати           | 0 (0,0%) | 2 (1,0%)    |
| Хиспаноамериканци | 0 (0,0%) | 3 (1,5%)    |
| Укупно            | 0        | 202         |